# STRAIGHTENER (アルバム)
『STRAIGHTENER』（ストレイテナー）は、日本のバンド・ストレイテナーのメジャー7thオリジナルアルバム。2011年8月3日にEMIミュージック・ジャパンから発売された。

## 概要
- 前作『STOUT』から約7ヶ月ぶりのアルバムで、フルアルバムとしては『CREATURES』以来1年5ヶ月ぶりとなる。初回限定盤はデジパック仕様。初回特典として、特製ステッカーを封入。
- 初のセルフタイトルのアルバムであり、メンバーは「ロックバンド・ストレイテナーの過去から現在（進行中）までのすべてがここにあると言っても良いくらいのアルバム」（ホリエ）、「この4人が作ってきた一つの完成形」（大山）と公式サイトのプレスリリースで評している。
- シングル「VANDALISM」は、Prototypeバージョンの方が収録されている。
- 2011年8月15日付のオリコンのアルバムウィークリーチャートでは11位にランクイン。『LINEAR』から『STOUT』まで続いていたアルバムの連続トップ10入りの記録は5作で途切れることになった。

## 収録曲
| 全作詞・作曲: ホリエアツシ（#7,8は除く）。 |                                                |                             |                             |      |
| #                                          | タイトル                                       | 作詞                        | 作曲・編曲                  | 時間 |
| 1.                                         | 「A LONG WAY TO NOWHERE」                      | ホリエアツシ （#7,8は除く） | ホリエアツシ （#7,8は除く） | 4:50 |
| 2.                                         | 「プレアデス」                                 | ホリエアツシ （#7,8は除く） | ホリエアツシ （#7,8は除く） | 3:56 |
| 3.                                         | 「VANDALISM -Prototype-」                      | ホリエアツシ （#7,8は除く） | ホリエアツシ （#7,8は除く） | 3:41 |
| 4.                                         | 「KINGMAKER」                                  | ホリエアツシ （#7,8は除く） | ホリエアツシ （#7,8は除く） | 3:38 |
| 5.                                         | 「YOU and I」                                  | ホリエアツシ （#7,8は除く） | ホリエアツシ （#7,8は除く） | 4:20 |
| 6.                                         | 「LEAP IN THE DARK」                           | ホリエアツシ （#7,8は除く） | ホリエアツシ （#7,8は除く） | 4:15 |
| 7.                                         | 「氷の国の白夜」(作曲: 日向秀和・ホリエアツシ) | ホリエアツシ （#7,8は除く） | ホリエアツシ （#7,8は除く） | 4:24 |
| 8.                                         | 「SILLY PARADE」(作曲: 大山純・ホリエアツシ)   | ホリエアツシ （#7,8は除く） | ホリエアツシ （#7,8は除く） | 3:03 |
| 9.                                         | 「CRY」                                        | ホリエアツシ （#7,8は除く） | ホリエアツシ （#7,8は除く） | 4:45 |
| 10.                                        | 「プロローグ」                                 | ホリエアツシ （#7,8は除く） | ホリエアツシ （#7,8は除く） | 2:33 |
| 11.                                        | 「羊の群れは丘を登る」                         | ホリエアツシ （#7,8は除く） | ホリエアツシ （#7,8は除く） | 4:30 |
| 12.                                        | 「VANISH -Prototype-」                         | ホリエアツシ （#7,8は除く） | ホリエアツシ （#7,8は除く） | 3:42 |
| 合計時間:                                  | 合計時間:                                      | 47:37                       |                             |      |

### 曲解説
1. A LONG WAY TO NOWHERE
2. プレアデス
3. VANDALISM -Prototype-
メジャー13thシングル「VANDALISM/SILLY PARADE」1曲目。
4. KINGMAKER
ベースの日向がことあるごとにお気に入りの曲として挙げる曲。
5. YOU and I
メジャー14thシングル「YOU and I/羊の群れは丘を登る」1曲目。
6. LEAP IN THE DARK
アルバム発売後のライブやツアーでは1度も演奏されなかった曲であったが、2013年2月17日に日本武道館で行われたライブ「21st CENTURY ROCK BAND」のセットリスト投票で上位30曲に入り（13位）、ライブで初演奏された。
ホリエは「これが無かったら、多分1回もやらずに終えていたであろう曲」と、同ライブのMCで発言している。
7. 氷の国の白夜
8. SILLY PARADE
メジャー13thシングル「VANDALISM/SILLY PARADE」2曲目。
9. CRY
10. プロローグ
11. 羊の群れは丘を登る
メジャー14thシングル「YOU and I/羊の群れは丘を登る」2曲目。
12. VANISH -Prototype-
セルフカバーアルバム『STOUT』収録曲のPrototypeバージョン。
打ち込みやエフェクトを多用しており、『STOUT』のバージョンよりアレンジが大幅に変化している。

## 演奏
- ホリエアツシ：Vocal, Guitar, Synthesizer
- 大山純：Guitar
- 日向秀和：Bass
- ナカヤマシンペイ：Drums